# 노랑줄무늬아기사슴
노랑줄무늬아기사슴(Moschiola kathygre)은 작은사슴과에 속하는 얼룩무늬아기사슴의 일종이다. 2005년에 처음 등록되었으며, 스리랑카의 습윤 지대에서 발견된다. 계통학적 종 개념에 기초하여 스리랑카얼룩무늬아기사슴에서 별도의 종으로 분리되었다.

## 특징
몸길이는 43~51cm이다. 등쪽으로 따뜻한 누르스름한 갈색을 띠며, 최소 두 줄의 연한 노랑줄무늬가 길이 방향으로 옆으로 이어져 있다. 그리고 별개의 두개 줄무늬가 등을 따라 꼬리 아래 쪽으로 나 있으며, 모두 연한 노란색을 띤다. 털은 가늘고 성글게 나 있다. 수컷은 뻐드렁니같은 윗송곳니가 보인다.